# تیتان (فیلم ۲۰۱۸)
تیتان (انگلیسی: The Titan) فیلمی در ژانر علمی–تخیلی مهیج به کارگردانی لنارت راف است که در سال ۲۰۱۸ منتشر شده است.

## بازیگران
- سم ورثینگتون
- تیلور شیلینگ
- تام ویلکینسون
- اگنس دین
- ناتالی امانوئل
- کوری جانسون